# 井上泰治
井上 泰治（いのうえ やすじ、1954年1月26日 - 2020年12月23日）は、日本の映画監督、シナリオライター。福岡県福岡市出身。京都市に自宅を構えていた。

## 経歴
1978年に立命館大学法学部卒業。
宝塚映画でアルバイトをはじめ、その後フリーの助監督として、東映京都撮影所でテレビ映画を演出していた斎藤光正・山内鉄也に師事する。
1991年「長七郎江戸日記」にてデビューし、監督として「水戸黄門」「大岡越前」など多くの時代劇を中心に活躍。
また、自ら主宰した『関西時代劇ワークショップ』、『時代劇塾』や京都造形芸術大学などで指導。
時代劇初心者に時代劇の楽しみを伝える活動や、時代劇俳優の演技所作などを指導するなど、後進の指導にも尽力した。
2020年12月23日、京都市内の病院で肺がんの為に死去。66歳没。

## 監督作品

### TV
- 『水戸黄門』
- 『大岡越前』
- 『江戸を斬る』
- 『半七捕物帳』
- 『長七郎江戸日記』
- 『さむらい探偵事件簿』
- 『江戸の用心棒』
- 『あばれ八州御用旅』
- 『逃亡者おりん』
- 『国盗り物語』
- 『名犬フーバーの事件簿』
- 『お江戸吉原事件帖』
- 『密命 寒月霞斬り』
- 『松本清張 球形の荒野』　　他

### 映画
- 『ヒョンジェ』(2006年 兼脚本)
- 『戦国の勝者』(2015年 兼脚本)
- 『すもも』(2016年 兼脚本)

### シナリオ作品
- TV『水戸黄門』
- TV『大岡越前』他